# Rusinowa Polana
Die Alm Rusinowa Polana, auch Hala Jaworzyna Rusinowa genannt, ist eine Alm auf den Hängen des Gipfels Gęsia Szyja in der polnischen Hohen Tatra in der Woiwodschaft Kleinpolen. Sie ist eine von Bergwald umgebene Alm im Südosten Polens nahe der Grenze zur Slowakei und dem ehemaligen Grenzübergang Łysa Polana/Javorina, von wo aus man einen Blick auf die höchsten Tatra-Gipfel hat. Sie liegt auf einer Höhe von 1170 bis 1300 Meter über dem Meeresspiegel.
In unmittelbarer Nähe befindet sich ein Jungfrau-Maria-Schrein (Matki Boskiej na Wiktorówkach), der von Kardinal Karol Wojtyła, dem späteren Papst Johannes Paul II., besucht wurde. Die Region beherbergt heute noch viele Schafweiden.

## Geschichte
Die Alm wurde im 17. Jahrhundert angelegt. Als eine von wenigen Tatra-Almen wird sie noch heute für die Viehwirtschaft genutzt.

## Tourismus
Seit Beginn des Tatra-Tourismus führen Routen über Rusinowa Polana. Bereits 1886 beschrieb der polnische Maler Walery Eljasz-Radzikowski die Alm als gemütlichen Ort zum Verweilen.
Auf der Alm befinden sich drei Wanderwege.
- ▬ Ein blau markierter Wanderweg führt von der Alm Zazadnia zur Alm.
- ▬ Ein grün markierter Wanderweg führt vom Gipfel Wierchporoniec zur Berghütte Schronisko PTTK Murowaniec.
- ▬ Ein schwarz markierter Wanderweg führt von der Alm auf die Alm Hala Wołoszyna.

Auf der Alm befinden sich mehrere Almhütten, die weiterhin genutzt werden. Die Hirten verkaufen hier ihre Produkte, insbesondere Bergkäse Oscypek.

## Panorama

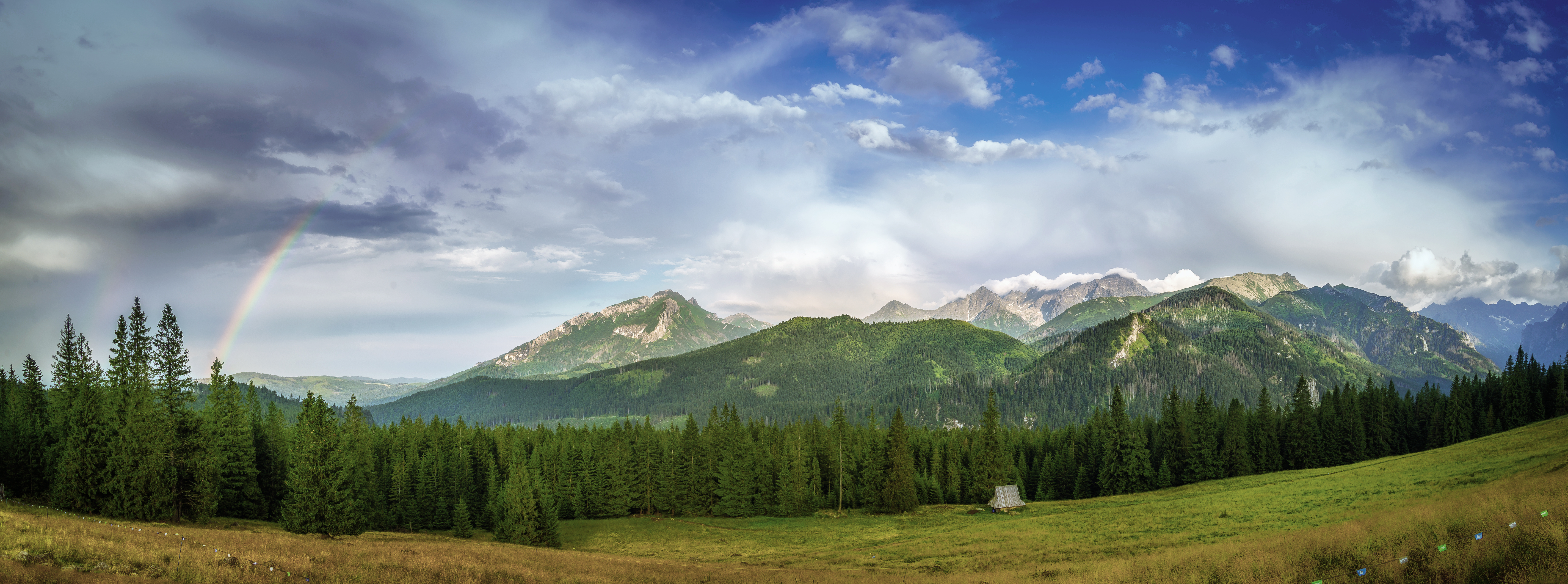
Panorama von der Alm auf die Gipfel der Bielskier Tatra und Hohen Tatra